# ドン・S・デイヴィス
ドン・S・デイヴィス（Don Sinclair Davis, 1942年8月4日 - 2008年6月29日）は、アメリカ合衆国の俳優、画家。

## 来歴
ミズーリ州オーロラ出身。ミズーリ州立大学で学士号を取得、陸軍に勤務したのち、南イリノイ大学カーボンデール校で修士号を取得、カナダのブリティッシュコロンビア大学で教鞭をとりながら、映画産業で働く。1987年から、俳優業に専念する。
『冒険野郎マクガイバー』にピーター・ソーントン役のダナ・エルカーのスタント・ダブルで出演したのを始め、『ツイン・ピークス』のガーランド・ブリッグス役、『Xファイル』のスカリーの父親役、『スターゲイト SG-1』のハモンド将軍役など、有名テレビドラマへの出演で知られた。
2008年6月29日、心筋梗塞で死去。65歳。

## 主な出演作品

### 映画
- ナティ物語 The Journey of Natty Gann (1985)
- マローン/黒い標的 Malone (1987)
- 張り込み Stakeout (1987)
- ウォッチャーズ/第3生命体 Watchers (1988)
- 宇宙への選択 Beyond The Stars (1989)
- ベイビー・トーク Look Who's Talking (1989)
- ミリタリー・ブルース Cadence (1990) クレジットなし
- リトル★ダイナマイツ/ベイビー・トークTOO Look Who's Talking Too (1990)
- オーメン4 Omen IV: The Awakening (1991) テレビ映画
- ザ・ギャンブラー・リターンズ　ザ・ラック・オブ・ドロー The Gambler Returns: The Luck of the Draw (1991) テレビ映画
- ミステリー・デイト Mystery Date (1991)
- フック Hook (1991)
- カフス! Kuffs (1992)
- プリティ・リーグ A League of Their Own (1992)
- 靴をなくした天使 Hero (1992)
- クラッシュ・ザ・タンカー/流出危機 Dead Ahead: The Exxon Valdez Disaster (1992) テレビ映画
- クリフハンガー Cliffhanger (1993)
- ニードフル・シングス Needful Things (1993)
- ハイダウェイ Hideaway (1995)
- アラスカ/小さな冒険者たち Alaska (1996)
- ザ・ファン The Fan (1996)
- ゼンダ城の虜 The Prisoner of Zenda (1996) テレビ映画
- コン・エアー Con Air (1997)
- ロスト・ワールド/ジュラシック・パーク The Lost World: Jurassic Park (1997) クレジットなし
- アトミック・トレイン Atomic Train (1999) テレビ映画
- 沈みゆく女 Suspicious River (2000)
- ドッグ・ショウ! Best in Show (2000)
- シックス・デイ The 6th Day (2000)
- ミラクル Miracle (2004)
- SHOCKER ショッカー Seed (2007)
- G.I.フォース Far Cry (2008)
- ジュラシック・レイク Beyond Loch Ness (2008) テレビ映画
- アナコンダ・アイランド Vipers (2008) オリジナルビデオ
- ジュラシック・プレデター Wyvern (2009) テレビ映画
- ゲスト The Uninvited (2009)

### テレビドラマ
- 冒険野郎マクガイバー MacGyver (1985-1991)
- 21ジャンプストリート 21 Jump Street (1987-1991)
- ツイン・ピークス Twin Peaks (1990-1991)
- 刑事コロンボ「死者のギャンブル」 Columbo: A Bird in the Hand (1992)
- Xファイル The X-Files (1994) シーズン1第13話「海の彼方に」、シーズン2第8話「昇天 Part.3」
- 新アウターリミッツ The Outer Limits (1995)
- スターゲイト SG-1 Stargate SG-1 (1997-2007)
- スターゲイト アトランティス Stargate Atlantis (2004)
- NCIS 〜ネイビー犯罪捜査班 NCIS: Naval Criminal Investigative Service (2004) シーズン2第10話、MTAC監督官役
- デッド・ゾーン The Dead Zone (2005-2006)
- ツイン・ピークス Twin Peaks (2017)